# Diastylis aspera
Diastylis aspera is een zeekommasoort uit de familie van de Diastylidae. De wetenschappelijke naam van de soort is voor het eerst geldig gepubliceerd in 1912 door Calman.